# Wim Spijkerboer
AWim Spijkerboer (né le 7 mai 1966) est un coureur cycliste néerlandais.

## Biographie
Deuxième d'une étape du Jelajah Malaysia en Malaisie, en 2007, puis deuxième d'une étape sur le Tour de Thaïlande en 2008, il remporte cette même année sa première victoire professionnelle à 42 ans lors de la sixième étape du Tour d'Indonésie.

## Palmarès
- 2008
  - 6e étape du Tour d'Indonésie

## Classements mondiaux
| Année         | 2007 | 2008 | 2009 |
| ------------- | ---- | ---- | ---- |
| UCI Asia Tour | 219e | 269e | 196e |